# Ströby, Bösslinge en Åkerby
Ströby, Bösslinge en Åkerby (Zweeds: Ströby, Bösslinde och Åkerby) is een småort in de gemeente Uppsala in het landschap Uppland en de provincie Uppsala län in Zweden. Het småort heeft 103 inwoners (2005) en een oppervlakte van 18 hectare. Het småort bestaat eigenlijk uit 3 plaatsjes: Ströby, Bösslinge en Åkerby.